# İnançoğulları
Die İnançoğulları, auch Beylik von Lâdik oder Inandschiden, waren ein kurzlebiges Beylik in Anatolien.
Ab 1261 bildete sich in Ladik/Denizli ein Turkmenen-Fürstentum. 1276/77 wurde dieses zunächst von den  Sahipataoğulları und später von den Germiyan erobert.
Stammvater İnanç Bey gehörte zur Familie der Germiyan und wurde als deren Statthalter in Ladik eingesetzt. 1314 wurde er ein Vasall der Ilchane. 1333 besuchte Ibn Battuta İnanç Bey. İnanç Bey starb nach 1334. Sein Sohn und Nachfolger Murat Arslan starb vor 1360. Dritter und Letzter Bey war dessen Sohn İshak Bey. Ab 1368/69 gehörte das Beylik wohl wieder zum Beylik der Germiyan. 1390 wurde das Beylik von Bayezit I. erobert.